# Gaibanipitea
Gaibanipitea, očigledno nekadašnje naselje Pima ili srodnog indijanskog plemena, vjerojatno Sobaipuri, opisano kao smješteno na brežuljku na zapadnoj obala rijeke Rio San Pedro. Posjetio ga je otac Kino 1697. Vjerojatno identičan ruševinama poznatim kao Santa Cruz, nekoliko milja od Thombstonea u južnoj Arizoni.